# 봉산사

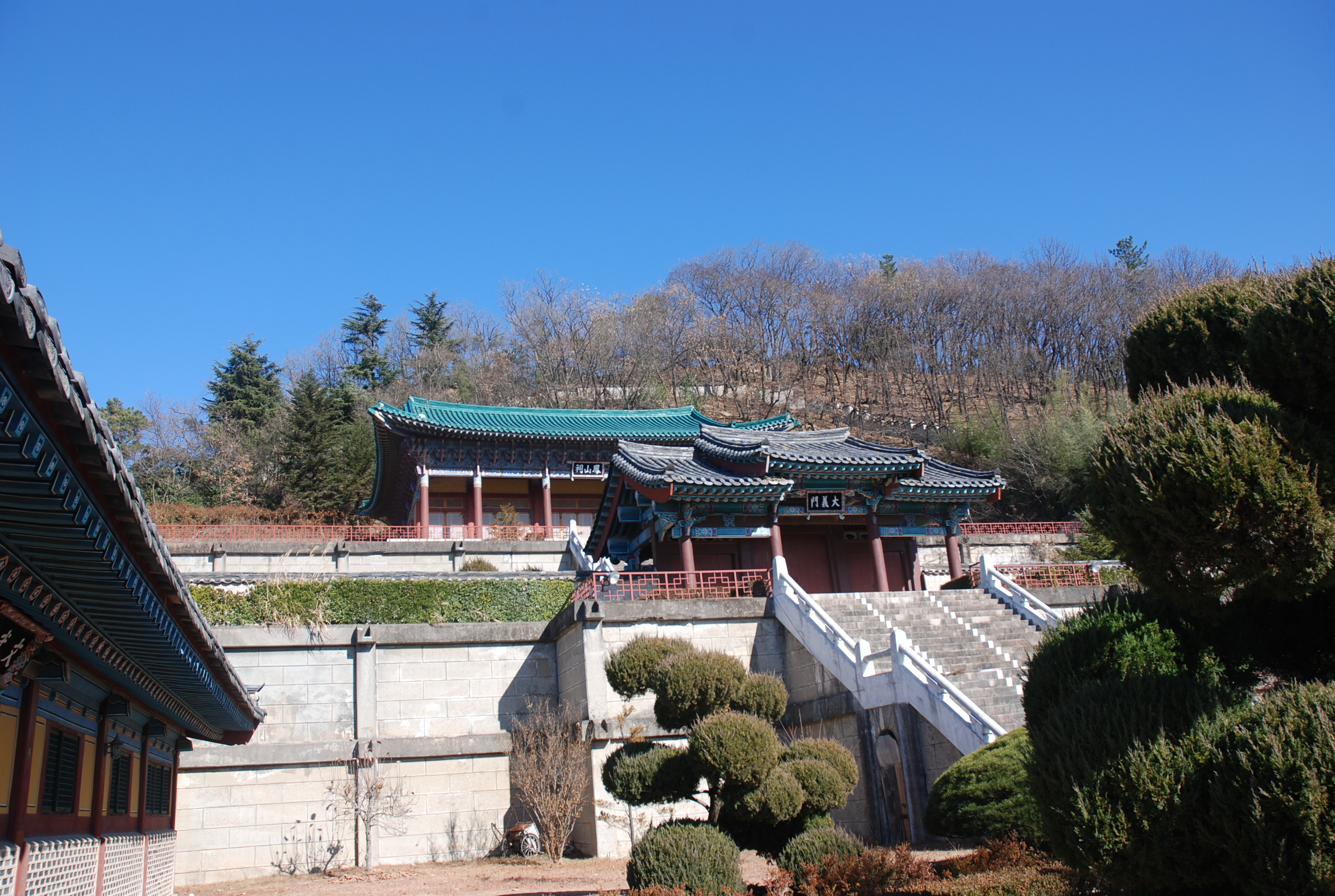
강이식 장군을 모신 봉산사

봉산사(鳳山祠)는 진주 강씨의 시조인 고구려 장군 강이식(姜以式)을 배향한 사당으로 경남 진주시 상봉동 885번지 대봉산 자락에 위치하고 있다.

## 개요
강이식(姜以式) 장군은 598년 고구려 영양왕 9년 임유관 전투에서 큰 공을 거두었으며, 612년 영양왕 23년 살수대첩에서 수나라 30여만명을 무찔렀던 고구려 병마도원수로, 진주강씨의 시조이다. 이후 신라 헌강왕 때 판내이령 강진(姜縉)이 진양후에 봉해지면서, 세거지를 진주로 삼았다.
950년 고려 광종 1년 장군의 구국충절을 기려 봉산사를 건립하고 매년 한식날을 기해 제사를 모시게 했다. 1570년 선조 3년에 사당을 창건하고, 봉강이라고 하였으나 임진왜란 때 소실되었고, 1714년 숙종 40년 사당이 중건되었다가, 고종 8년 서원철폐령으로 통폐합되었다가 1976년에 재건하였다.
비봉산 자락에 자리잡은 봉산사는 경사진 곳을 두 단으로 나눠 건물을 배치되어 있다. 위쪽에는 사당이 있고, 아래 쪽으로 정문 봉산문을 접어들면, 문무관(文武館)이라는 강당과 관리 관사로 사용되는 건물이 있다. 그 맞은편에는 세 개의 비석이 있다. 봉산사 영 내에는 강이식 장군의 영정이 모셔져 있다.
봉산사의 동쪽, 비봉산의 서쪽 기슭에는 고려 말의 대유학자 포은 정몽주가 머물렀던 비봉루가 있다.
시조 강이식의 묘비는 만주 봉길선 원수림역 앞에 있으며, 음력 3월 10일에 이곳에서 제사를 지낸다.

## 같이 보기
- 강이식
- 임유관 전투